# DDR-Skimeisterschaften 1965
Die 17. DDR-Skimeisterschaften fanden vom 17. bis zum 21. Februar 1965 erstmals im sächsischen Johanngeorgenstadt statt. In zehn Entscheidungen der Nordischen Skidisziplinen Langlauf, Skispringen und Nordische Kombination, davon zwei Mannschaftswettbewerbe, gingen fast 300 Athleten an den Start. Erstmals wurde dabei ein Meistertitel im Springen von der Großschanze vergeben. Probleme bereitete den Organisatoren der schneereichste Winter seit 1947. In Johanngeorgenstadt selbst lag bis zu einem Meter Schnee, auf der Kammloipe in Oberjugel zwei Meter und mehr.

## Langlauf

### Männer

#### 15 km
Nach der erlittenen Niederlage über die doppelt so lange Strecke hatten sich die Klingenthaler Langläufer einiges vorgenommen. Und die Revanche gelang, Helmut Weidlich gewann die kurze Männerstrecke mit deutlichem Vorsprung von exakt einer Minute vor Gerhard Grimmer. Allerdings war erst auf Platz 5 mit Enno Röder der nächste Klingenthaler Läufer zu finden.
Datum: Freitag, 19. Februar 1965
| Platz | Sportler        | Mannschaft                | Zeit (h) |
| ----- | --------------- | ------------------------- | -------- |
| 1     | Helmut Weidlich | SC Dynamo Klingenthal     | 54:12    |
| 2     | Gerhard Grimmer | ASK Vorwärts Oberhof      | 55:12    |
| 3     | Gerhard Lorenz  | SC Traktor Oberwiesenthal | 55:15    |
| 4     | Kurt Albrecht   | ASK Vorwärts Oberhof      | 55:15    |
| 5     | Enno Röder      | SC Dynamo Klingenthal     | 56:22    |
| 6     | Peter Thiel     | SC Dynamo Klingenthal     | 56:27    |

#### 30 km
Der Auftaktwettbewerb hielt gleich eine Überraschung parat. Zwar hatte Gerhard Grimmer bereits im Vorjahr seine erste Meisterschaftsmedaille, Staffelsilber, gewonnen, doch er gehörte nicht unbedingt zu den Titelaspiranten. Nach 7,5 Kilometern lag er allerdings vier Sekunden vor dem Routinier Enno Röder. Konnte man das anfangs noch als Momentaufnahme ansehen, änderte sich aber im späteren Verlauf nichts. Im Gegenteil, Grimmer baute kontinuierlich seinen Vorsprung aus und hatte zum Schluss fast zwei Minuten Vorsprung vor Vorjahresmeister Helmut Weidlich. Enno Röder errang knapp dahinter Bronze.
Datum: Donnerstag, 18. Februar 1965
| Platz | Sportler        | Mannschaft                | Zeit (h) |
| ----- | --------------- | ------------------------- | -------- |
| 1     | Gerhard Grimmer | ASK Vorwärts Oberhof      | 1:40:54  |
| 2     | Helmut Weidlich | SC Dynamo Klingenthal     | 1:42:42  |
| 3     | Enno Röder      | SC Dynamo Klingenthal     | 1:42:58  |
| 4     | Heinz Seidel    | SC Dynamo Klingenthal     | 1:44:15  |
| 5     | Gerhard Lorenz  | SC Traktor Oberwiesenthal | 1:44:31  |
| 6     | Schwab          | ASK Vorwärts Oberhof      | 1:45:09  |

#### 50 km
Beim letzten Laufwettbewerb der Männer gingen 25 Teilnehmer an den Start, allerdings ohne das Klingenthaler Trio Seidel, Röder und Weidlich. Somit war der Weg für den Oberhofer Kurt Albrecht frei, der nach Staffelgold nun seine zweite Meisterschaft feiern konnte und damit den dritten Titel für den Armeesportklub holte.
Datum: Sonntag, 21. Februar 1965
| Platz | Sportler        | Mannschaft                | Zeit (h) |
| ----- | --------------- | ------------------------- | -------- |
| 1     | Kurt Albrecht   | ASK Vorwärts Oberhof      | 2:50:11  |
| 2     | Gerhard Lorenz  | SC Traktor Oberwiesenthal | 2:52:04  |
| 3     | Peter Thiel     | SC Dynamo Klingenthal     | 2:52:35  |
| 4     | Achim Langenhan | SC Motor Zella-Mehlis     | 2:52:50  |
| 5     | Wolfram         | SC Motor Zella-Mehlis     | 2:53:55  |

#### 4 × 10-km-Staffel
Bei der Männerstaffel konnte der wiedererstarkte ASK Oberhof schon die zweite Goldmedaille gewinnen. Mit dem aufstrebenden Talent und Doppelmeister Gerhard Grimmer wurden die mehrfachen DDR-Meister und Vorjahresstaffelsieger Seidel, Röder und Weidlich aus Klingenthal entthront.
Datum: Sonnabend, 20. Februar 1965
| Platz | Mannschaft               | Sportler                                            | Zeit (h) |
| ----- | ------------------------ | --------------------------------------------------- | -------- |
| 1     | ASK Vorwärts Oberhof     | Schürer Jürgen Beer Gerhard Grimmer Kurt Albrecht   | 2:18:31  |
| 2     | SC Dynamo Klingenthal I  | Heinz Seidel Peter Thiel Enno Röder Helmut Weidlich | 2:18:52  |
| 3     | SC Dynamo Klingenthal II | Hans-Joachim Ficker Siegfried Horler Fischer Giszas | 2:19:17  |
| 4     | SG Dynamo Zinnwald       |                                                     |          |

### Frauen

#### 5 km
Den ersten Laufwettbewerb der Frauen entschied nicht unerwartet Christine Nestler für sich. Spannend wurde es im Kampf um die Bronzemedaille. Letztlich gewann die zweifache Olympiateilnehmerin Elfriede Spiegelhauer knapp mit einer Sekunde Vorsprung vor der Zella-Mehliserin das Edelmetall.
Datum: Donnerstag, 18. Februar 1965
| Platz | Sportler              | Mannschaft                | Zeit (h) |
| ----- | --------------------- | ------------------------- | -------- |
| 1     | Christine Nestler     | SC Traktor Oberwiesenthal | 21:13    |
| 2     | Gabriele Nobis        | SC Dynamo Klingenthal     | 21:54    |
| 3     | Elfriede Spiegelhauer | SC Dynamo Klingenthal     | 22:20    |
| 4     | Gudrun Schmidt        | SC Motor Zella-Mehlis     | 22:21    |
| 5     | Renate Köhler         | SC Traktor Oberwiesenthal | 22:28    |
| 6     | Luise Preiss          | SC Motor Zella-Mehlis     | 22:54    |

#### 10 km
Auch über die längere Einzelstrecke war Christine Nestler das Maß der Dinge und gewann mit einem souveränen Vorsprung von über einer Minute.
Datum: Sonntag, 21. Februar 1965
| Platz | Sportler              | Mannschaft                | Zeit (h) |
| ----- | --------------------- | ------------------------- | -------- |
| 1     | Christine Nestler     | SC Traktor Oberwiesenthal | 37:36    |
| 2     | Gudrun Schmidt        | SC Motor Zella-Mehlis     | 38:38    |
| 3     | Gabriele Nobis        | SC Dynamo Klingenthal     | 38:58    |
| 4     | Elfriede Spiegelhauer | SC Dynamo Klingenthal     | 39:07    |
| 5     | Luise Preiss          | SC Motor Zella-Mehlis     | 39:24    |

#### 3 × 5-km-Staffel
Der Staffellauf der Frauen hätte durchaus einen anderen Ausgang nehmen können, wenn Karin Horn vom Mitfavoriten SC Traktor Oberwiesenthal keinen Skibruch erlitten hätte. So gewann die Staffel aus Klingenthal nach zweijähriger Durststrecke wieder den Titel. Für die schon über 30-jährige Elfriede Spiegelhauer war es das letzte Meisterschaftsgold ihrer Karriere.
Datum: Sonnabend, 20. Februar 1965
| Platz | Mannschaft                | Sportler                                              | Zeit (h) |
| ----- | ------------------------- | ----------------------------------------------------- | -------- |
| 1     | SC Dynamo Klingenthal I   | Christel Trommer Elfriede Spiegelhauer Gabriele Nobis | 1:05:34  |
| 2     | SC Motor Zella-Mehlis I   | Luise Preiss Sigrid Czekay Gudrun Schmidt             | 1:05:57  |
| 3     | SC Dynamo Klingenthal II  | Brigitte Forner Petra Vogel Anna Unger                | 1:07:37  |
| 4     | SC Traktor Oberwiesenthal | Renate Köhler Karin Horn Christine Nestler            | 1:07:43  |

## Nordische Kombination
Bei den Kombinierern bahnte sich nach dem Springen ein reizvolles Duell zwischen einem Vogtländer und einem einheimischen Erzgebirger an. Der 23-jährige Günter Münzner von der einheimischen SG Dynamo lag nach dem Springen hinter dem Meister der Jahre 62 und 63, dem Klingenthaler Rainer Dietel, auf Rang 2. Doch mit der zweitbesten Laufzeit aller Starter gelang Münzner die Überraschung. Als erster Johanngeorgenstädter Athlet gewann er einen DDR-Meistertitel. Bereits im Vorjahr hatte Klubkamerad Lothar Düring, der diesmal verletzt war, mit seinem Vizemeistertitel bei den Kombinierern die Fachleute auf die SG Dynamo Johanngeorgenstadt aufmerksam gemacht. Rainer Dietel wurde knapp vor Joachim Winterlich Vizemeister, Vorjahressieger Roland Weißpflog kam hinter Altmeister Günter Flauger auf dem 5. Platz ein.
Datum: Sprunglauf Donnerstag, 18. Februar 1965; 15 km Freitag, 19. Februar 1965
| Platz | Sportler           | Mannschaft                   | Punkte |
| ----- | ------------------ | ---------------------------- | ------ |
| 1     | Günter Münzner     | SG Dynamo Johanngeorgenstadt | 481,78 |
| 2     | Rainer Dietel      | SC Dynamo Klingenthal        | 468,39 |
| 3     | Joachim Winterlich | SC Traktor Oberwiesenthal    | 468,01 |
| 4     | Günter Flauger     | SC Dynamo Klingenthal        | 462,96 |
| 5     | Roland Weißpflog   | SC Traktor Oberwiesenthal    | 459,32 |
| 6     | Bodo Liebetruth    | SC Motor Zella-Mehlis        | 452,50 |

## Skispringen

### Normalschanze
Auch das Springen auf der kleineren Schanze wurde bei Sonnenschein vor 6000 Zuschauern ein spannender Wettkampf, wenngleich Titelträger Dieter Neuendorf mit großem Vorsprung Meister wurde. Aber die Plätze dahinter waren heißumkämpft. Letztendlich konnte der auf der Großschanze unter Wert geschlagene Petr Lesser die Silbermedaille entgegennehmen, der zwischenzeitlich auf Platz zwei liegende Dieter Müller gewann Bronze.
Datum: Sonntag, 21. Februar 1965
| Platz | Sportler             | Mannschaft                   | Punkte |
| ----- | -------------------- | ---------------------------- | ------ |
| 1     | Dieter Neuendorf     | ASK Vorwärts Brotterode      | 230,5  |
| 2     | Peter Lesser         | SC Motor Zella-Mehlis        | 218,6  |
| 3     | Dieter Müller        | SC Traktor Oberwiesenthal    | 217,0  |
| 4     | Veit Kührt           | SC Motor Zella-Mehlis        | 216,4  |
| 5     | Dieter Scharf        | SC Traktor Oberwiesenthal    | 211,6  |
| 6     | Bernd Karwofsky      | SC Dynamo Klingenthal        | 209,7  |
| 7     | Alfred Bretschneider | SC Motor Zella-Mehlis        | 208,8  |
| 8     | Horst Queck          | SC Motor Zella-Mehlis        | 208,6  |
| 9     | Manfred Queck        | SG Dynamo Johanngeorgenstadt | 208,3  |
| 10    | Alfred Lesser        | ASK Vorwärts Brotterode      | 208,2  |

### Großschanze
Das erstmals ausgetragene Springen von der Großschanze fand auf der Großen Aschbergschanze bei Klingenthal statt. Der neue Meister Dieter Neuendorf konnte dabei erstmals seit 1961 wieder den Titel nach Brotterode holen. Schon nach dem ersten Durchgang kristallisierten sich mit Scharf und Neuendorf die zwei Titelaspiranten heraus. Um den Bronzeplatz gab es aber einen harten Wettstreit, den erst der dritte Durchgang entschied. So lag Alfred Lesser nach zwei Durchgängen noch vorn, wurde aber von Alfred Bretschneider noch abgefangen. Wie knapp sich der Wettbewerb gestaltete, zeigt der Umstand, das zwischen Platz 3 und 9 der Abstand gerade einmal 4,4 Punkte betrug, weniger als zwischen Platz eins und zwei.
Datum: Sonnabend, 20. Februar 1965
| Platz | Sportler             | Mannschaft                   | Punkte |
| ----- | -------------------- | ---------------------------- | ------ |
| 1     | Dieter Neuendorf     | ASK Vorwärts Brotterode      | 224,9  |
| 2     | Dieter Scharf        | SC Traktor Oberwiesenthal    | 220,0  |
| 3     | Alfred Bretschneider | SC Motor Zella-Mehlis        | 217,5  |
| 4     | Alfred Lesser        | ASK Vorwärts Brotterode      | 216,8  |
| 5     | Bernd Karwofsky      | SC Dynamo Klingenthal        | 216,6  |
| 6     | Rainer Glaß          | SC Dynamo Klingenthal        | 216,6  |
| 7     | Veit Kührt           | SC Motor Zella-Mehlis        | 216,4  |
| 8     | Peter Lesser         | SC Motor Zella-Mehlis        | 214,4  |
| 9     | Dieter Bokeloh       | ASK Vorwärts Brotterode      | 213,1  |
| 10    | Christoph Rölz       | SG Dynamo Johanngeorgenstadt | 210,5  |

## Medaillenspiegel
Durch die starken Langläufer, die 3 von 4 Entscheidungen gewannen, wurde der ASK Oberhof, gemessen an den Titeln, erfolgreichster Klub. Er setzte sich dabei vor den SC Dynamo Klingenthal, der mit 12 Medaillen mehr als ein Drittel des Edelmetalls gewann.
| Medaillenspiegel (nach allen 10 Wettbewerben) | Medaillenspiegel (nach allen 10 Wettbewerben) | Medaillenspiegel (nach allen 10 Wettbewerben) | Medaillenspiegel (nach allen 10 Wettbewerben) | Medaillenspiegel (nach allen 10 Wettbewerben) | Medaillenspiegel (nach allen 10 Wettbewerben) |
| Platz                                         | Mannschaft                                    | Gold                                          | Silber                                        | Bronze                                        | Gesamt                                        |
| --------------------------------------------- | --------------------------------------------- | --------------------------------------------- | --------------------------------------------- | --------------------------------------------- | --------------------------------------------- |
| 1                                             | ASK Vorwärts Oberhof                          | 3                                             | 1                                             | 0                                             | 4                                             |
| 2                                             | SC Dynamo Klingenthal                         | 2                                             | 4                                             | 6                                             | 12                                            |
| 3                                             | SC Traktor Oberwiesenthal                     | 2                                             | 2                                             | 3                                             | 7                                             |
| 4                                             | ASK Vorwärts Brotterode                       | 2                                             | 0                                             | 0                                             | 2                                             |
| 5                                             | SG Dynamo Johanngeorgenstadt                  | 1                                             | 0                                             | 0                                             | 1                                             |
| 6                                             | SC Motor Zella-Mehlis                         | 0                                             | 3                                             | 1                                             | 4                                             |